# Eishockey-Nationalliga (Österreich) 2011/12
Die Saison 2011/12 der österreichischen Eishockey-Nationalliga begann am 17. September 2011. Titelverteidiger war die VEU Feldkirch. Im Playoff-Finale setzte sich der HC Innsbruck gegen den ATSE Graz durch und errang erstmals den Meistertitel der zweithöchsten österreichischen Liga.

## Teilnehmerfeld und Modus
Nachdem das Teilnehmerfeld in der Vorsaison aus acht Mannschaften bestanden hatte, wurde es für die vorstehende Saison auf zwölf Teams aufgestockt. Neu hinzu kamen einige Farmteams diverser Bundesliga-Vereine, sowie erstmals ein ausländischer Club: Dab.docler aus Dunaújváros. Einziger Abgang war das Farmteam des EC Red Bull Salzburg. Bedingt durch die neue Regelung, die den Bundesligaclubs eine Teilnahme an der U20-Bundesliga vorschrieb, und da gleichzeitig eine Teilnahme an der tschechischen Jugendliga geplant war, verzichteten die Salzburger auf eine Nennung.
Damit einher ging eine Aufteilung der Teams in zwei Gruppen.

### Teilnehmende Mannschaften
| Gruppe West                                                    |                      |                         |
| Mannschaft                                                     | Vorjahresplatzierung | Trainer                 |
| EC hagn_leone Dornbirn                                         | Vizemeister          | Lenny Eriksson          |
| EHC Bregenzerwald                                              | Viertelfinal-Out     | Jari Helle              |
| EHC Infrafit Lustenau                                          | Viertelfinal-Out     | Gary Prior              |
| Zeller Eisbären                                                | Viertelfinal-Out     | Milan Mzanec            |
| FBI VEU Feldkirch                                              | Meister              | Michael Lampert         |
| HC TWK Innsbruck                                               | Halbfinal-Out        | Daniel Naud             |
| Gruppe Ost                                                     |                      |                         |
| Mannschaft                                                     | Vorjahresplatzierung | Trainer                 |
| ATSE Graz                                                      | Halbfinal-Out        | Martin Hohenberger      |
| Dab.docler (HUN)                                               | neu in der Liga      | Ferenc Szakacs          |
| EHC Liwest Linz II (Farmteam)                                  | neu in der Liga      | Stanislav Medrik        |
| EC KAC II (Farmteam)                                           | neu in der Liga      | Christian Weber         |
| Vienna Capitals II (Farmteam)                                  | neu in der Liga      | Philippe-Michael Horsky |
| SPG Kapfenberg Bulls/EC Moser Medical Graz 99ers II (Farmteam) | neu in der Liga      | Matthias Wanner         |

### Modus
Gespielt wird ein Grunddurchgang mit einer einfachen Hin- und Rückrunde gegen sämtliche Teams (22 Spiele), sowie eine zusätzliche Hin- und Rückrunde gegen die Teams aus der jeweils eigenen Gruppe (10 Spiele). Alle 32 Begegnungen werden in einer gemeinsamen Tabelle gewertet. Anschließend folgen Playoffs, für die sich die besten acht Clubs qualifizieren. Diese werden in Form von Viertelfinale, Halbfinale und Finale jeweils als Best-of-Five-Serien ausgetragen.

### Transferkartenregelung
Generell wurde eine Beschränkung von drei Transferkartenspielern je Mannschaft festgelegt. Der Vorletzte der letzten Saison darf vier, die neu hinzukommenden Mannschaften dürfen fünf Spieler einsetzen. Insgesamt sind bis Transferschluss (31. Januar 2012) drei Tauschvorgänge je Team erlaubt.

## Grunddurchgang
Der Grunddurchgang war geprägt durch ein starkes Leistungsgefälle zwischen den etablierten Mannschaften und den Farmteams der Bundesliga-Clubs. So gab es im Saisonverlauf eine hohe Anzahl an zweistelligen Siegen. Das Farmteam des EHC Linz konnte nur drei seiner 32 Spiele gewinnen und erhielt dabei mehr als vier Mal so viele Gegentore, wie eigene Treffer erzielt werden konnten. Nur geringfügig besser erging es dem EC KAC. Lediglich die Silver Capitals zeigten sich dem Niveau der Liga gewachsen.
Eine weitaus erfreulichere Überraschung war das Abschneiden des ungarischen Neuzugangs Dab.Docler, der sich souverän für die Playoffs qualifizieren konnte. Mit nur vier Niederlagen dominierte der ATSE Graz die Liga und gewann den Grunddurchgang mit fast zehn Punkten Vorsprung.
Bereits im Saisonverlauf wurde Kritik am Modus laut, da die Farmteams auch ein starkes West-Ost-Gefälle verursachten und so den Wert der Liga schmälerten. Zudem wurde knapp vor Ende der Hauptrunde ein Fehler in den Durchführungsbestimmungen entdeckt, der ausländischen Vereinen die Teilnahme an den Playoffs verwehrte. Diesbezüglich wurde jedoch vom Wettspielreferenten des österreichischen Eishockeyverbandes klargestellt, dass Dab.Docler trotz des Widerspruchs in jedem Fall für die Playoffs spielberechtigt ist.

### Tabelle nach dem Grunddurchgang
| Rang | Team               | GP | S  | N  | SNV | NNV | SNP | NNP | Tore    | TVH  | Punkte |
| ---- | ------------------ | -- | -- | -- | --- | --- | --- | --- | ------- | ---- | ------ |
| 1    | ATSE Graz          | 32 | 28 | 4  | 0   | 0   | 3   | 1   | 154:61  | +93  | 82     |
| 2    | EC Dornbirn        | 32 | 25 | 7  | 3   | 0   | 1   | 2   | 156:68  | +88  | 73     |
| 3    | HC Innsbruck       | 32 | 24 | 8  | 0   | 0   | 1   | 2   | 175:61  | +114 | 73     |
| 4    | VEU Feldkirch      | 32 | 23 | 9  | 1   | 2   | 1   | 1   | 127:82  | +45  | 70     |
| 5    | Dab.Docler         | 32 | 23 | 9  | 1   | 0   | 1   | 1   | 153:85  | +68  | 68     |
| 6    | EHC Lustenau       | 32 | 17 | 15 | 0   | 1   | 2   | 0   | 113:97  | +16  | 50     |
| 7    | EK Zell am See     | 32 | 13 | 19 | 0   | 2   | 1   | 0   | 105:113 | −8   | 40     |
| 8    | Kapfenberg Bulls   | 32 | 12 | 20 | 1   | 0   | 0   | 2   | 92:124  | −32  | 37     |
| 9    | Vienna Capitals II | 32 | 11 | 21 | 0   | 3   | 3   | 2   | 85:128  | −43  | 35     |
| 10   | EHC Bregenzerwald  | 32 | 7  | 25 | 1   | 1   | 0   | 3   | 85:130  | −45  | 24     |
| 11   | EC KAC II          | 32 | 6  | 26 | 1   | 0   | 1   | 1   | 64:182  | −118 | 17     |
| 12   | EHC Linz II        | 32 | 3  | 29 | 1   | 0   | 1   | 0   | 54:232  | −178 | 7      |

### Statistiken

#### Topscorer
| Rang | Spieler             | Team        | GP | G  | A  | PTS | PIM | +/- | PPG | SHG | GWG |
| ---- | ------------------- | ----------- | -- | -- | -- | --- | --- | --- | --- | --- | --- |
| 1    | Alexander Höller    | Innsbruck   | 32 | 26 | 44 | 70  | 18  | +46 | 8   | 3   | 5   |
| 2    | Rem Murray          | Innsbruck   | 32 | 31 | 37 | 68  | 34  | +48 | 11  | 2   | 5   |
| 3    | Toni Saarinen       | Lustenau    | 32 | 18 | 46 | 64  | 20  | +20 | 8   | 0   | 1   |
| 4    | Sean Selmser        | Dornbirn    | 32 | 20 | 39 | 59  | 79  | +42 | 7   | 1   | 5   |
| 5    | Igor Rataj          | Zell am See | 32 | 20 | 37 | 57  | 71  | +24 | 5   | 0   | 1   |
| 6    | Juha-Matti Vanhanen | Lustenau    | 32 | 24 | 31 | 55  | 10  | +28 | 4   | 1   | 7   |
| 7    | Aaron Fox           | Innsbruck   | 32 | 15 | 37 | 52  | 18  | +20 | 3   | 2   | 1   |
| 8    | Philipp Winzig      | ATSE Graz   | 32 | 23 | 27 | 50  | 26  | +28 | 4   | 0   | 9   |
| 9    | Bradley Schell      | Dornbirn    | 27 | 18 | 32 | 50  | 18  | +35 | 4   | 0   | 3   |
| 10   | Franz Wilfan        | ATSE Graz   | 32 | 16 | 31 | 47  | 14  | +35 | 3   | 1   | 3   |

#### Top-Torhüter
| Rang | Spieler               | Team          | Sp | Min  | GT  | GTS  | SaT  | Svs | Sv%   |
| ---- | --------------------- | ------------- | -- | ---- | --- | ---- | ---- | --- | ----- |
| 1.   | Miklós Rajna          | Dab. Docler   | 8  | 412  | 18  | 2.62 | 263  | 245 | 93.16 |
| 2    | Christof Schwendinger | Dornbirn      | 8  | 413  | 13  | 1.89 | 187  | 174 | 93.05 |
| 3    | Patrick Machreich     | Feldkirch     | 31 | 1756 | 74  | 2.53 | 1009 | 935 | 92.67 |
| 4    | Ales Sila             | ATSE Graz     | 28 | 1658 | 57  | 2.06 | 761  | 704 | 92.51 |
| 5    | Hannes Enzenhofer     | Dornbirn      | 26 | 1529 | 54  | 2.12 | 711  | 657 | 92.41 |
| 6    | Markus Seidl          | Innsbruck     | 30 | 1698 | 58  | 2.05 | 724  | 666 | 91.99 |
| 7    | Peter Sevela          | Dab. Docler   | 13 | 785  | 29  | 2.22 | 351  | 322 | 91.74 |
| 8    | Walter Bartholomäus   | Zell am See   | 28 | 1577 | 78  | 2.97 | 824  | 746 | 90.53 |
| 9    | Bernhard Bock         | Lustenau      | 31 | 1810 | 92  | 3.05 | 962  | 870 | 90.44 |
| 10   | Timo Lindström        | Bregenzerwald | 19 | 1048 | 69  | 3.95 | 717  | 648 | 90.38 |
| 11   | Thomas Dechel         | Vienna        | 18 | 1098 | 62  | 3.39 | 606  | 544 | 89.77 |
| 12   | Oliver Zirngast       | Bulls         | 17 | 972  | 59  | 3.64 | 575  | 516 | 89.74 |
| 13   | Dennis Hedström       | Bregenzerwald | 13 | 745  | 49  | 3.95 | 455  | 406 | 89.23 |
| 14   | Tamás Kiss            | Dab. Docler   | 13 | 733  | 33  | 2.70 | 302  | 269 | 89.07 |
| 15   | Robin Bauer           | Bulls         | 14 | 778  | 51  | 3.93 | 443  | 394 | 88.94 |
| 16   | Lorenz Hirn           | Linz          | 12 | 675  | 62  | 5.51 | 549  | 487 | 88.71 |
| 17   | Andreas Brenkusch     | KAC           | 26 | 1529 | 132 | 5.18 | 1128 | 996 | 88.30 |
| 18   | Christoph Lindenhofer | Linz          | 22 | 1103 | 139 | 7.56 | 944  | 809 | 85.70 |
| 19   | David Kickert         | Vienna        | 8  | 485  | 43  | 5.32 | 292  | 249 | 85.27 |

## Playoffs

### Playoff-Baum
| Viertelfinale | Viertelfinale    | Viertelfinale |   |               | Halbfinale | Halbfinale | Halbfinale |  |  | Finale | Finale | Finale |
|               |                  |               |   |               |            |            |            |  |  |        |        |        |
| 1             | ATSE Graz        | 3             |   |               |            |            |            |  |  |        |        |        |
| 8             | Kapfenberg Bulls | 1             |   |               |            |            |            |  |  |        |        |        |
| 8             | Kapfenberg Bulls | 1             | 1 | ATSE Graz     | 3          |            |            |  |  |        |        |        |
|               |                  |               | 1 | ATSE Graz     | 3          |            |            |  |  |        |        |        |
|               | 4                | VEU Feldkirch | 1 |               |            |            |            |  |  |        |        |        |
| 4             | 4                | VEU Feldkirch | 1 | VEU Feldkirch | 3          |            |            |  |  |        |        |        |
| 4             |                  |               |   | VEU Feldkirch | 3          |            |            |  |  |        |        |        |
| 5             | Dab.Docler       | 2             |   |               |            |            |            |  |  |        |        |        |
| 5             | Dab.Docler       | 2             | 1 | ATSE Graz     | 0          |            |            |  |  |        |        |        |
|               |                  |               |   | ATSE Graz     | 0          |            |            |  |  |        |        |        |
|               | 3                | HC Innsbruck  | 3 |               |            |            |            |  |  |        |        |        |
| 2             | 3                | HC Innsbruck  | 3 | EC Dornbirn   | 3          |            |            |  |  |        |        |        |
| 2             |                  |               |   | EC Dornbirn   | 3          |            |            |  |  |        |        |        |
| 7             | EK Zell am See   | 1             |   |               |            |            |            |  |  |        |        |        |
| 7             | EK Zell am See   | 1             | 2 | EC Dornbirn   | 1          |            |            |  |  |        |        |        |
|               |                  |               | 2 | EC Dornbirn   | 1          |            |            |  |  |        |        |        |
|               | 3                | HC Innsbruck  | 3 |               |            |            |            |  |  |        |        |        |
| 3             | 3                | HC Innsbruck  | 3 | HC Innsbruck  | 3          |            |            |  |  |        |        |        |
| 3             |                  |               |   | HC Innsbruck  | 3          |            |            |  |  |        |        |        |
| 6             | EHC Lustenau     | 0             |   |               |            |            |            |  |  |        |        |        |

### Viertelfinale
| Begegnung                            | Endstand | Spiel 1                        | Spiel 2                        | Spiel 3             | Spiel 4             | Spiel 5             |
| ------------------------------------ | -------- | ------------------------------ | ------------------------------ | ------------------- | ------------------- | ------------------- |
| ATSE Graz (1) – Kapfenberg Bulls (8) | 3:1      | 2:5 (0:2, 1:0, 1:3)            | 3:2 n. V. (1:1, 0:1, 1:0, 1:0) | 5:1 (1:0, 3:1, 1:0) | 4:2 (3:0, 1:0, 0:2) |                     |
| EC Dornbirn (2) – EK Zell am See (7) | 3:1      | 6:2 (0:1, 2:0, 4:1)            | 1:4 (0:0, 1:1, 0:3)            | 2:1 (0:0, 1:1, 1:0) | 4:2 (2:1, 1:1, 1:0) |                     |
| HC Innsbruck (3) – EHC Lustenau (6)  | 3:0      | 4:3 n. V. (1:1, 1:2, 1:0, 1:0) | 7:3 (2:1, 2:2, 3:0)            | 8:5 (5:0, 0:3, 3:2) |                     |                     |
| VEU Feldkirch (4) – Dab.Docler (5)   | 3:2      | 3:1 (2:0, 0:0, 1:1)            | 1:2 (1:1, 0:0, 0:1)            | 5:3 (1:0, 1:1, 3:2) | 2:4 (1:2, 0:1, 1:1) | 3:1 (0:1, 3:0, 0:0) |

### Halbfinale
| Begegnung                          | Endstand | Spiel 1             | Spiel 2             | Spiel 3             | Spiel 4                        | Spiel 5 |
| ---------------------------------- | -------- | ------------------- | ------------------- | ------------------- | ------------------------------ | ------- |
| ATSE Graz (1) – VEU Feldkirch (4)  | 3:1      | 3:1 (0:0, 1:0, 2:1) | 5:2 (2:0, 1:1, 2:1) | 2:3 (0:1, 1:2, 1:0) | 3:2 n. V. (0:0, 2:1, 0:1, 1:0) |         |
| EC Dornbirn (2) – HC Innsbruck (3) | 1:3      | 6:3 (4:2, 1:1, 1:0) | 3:5 (1:1, 1:2, 1:2) | 0:7 (0:1, 0:3, 0:3) | 1:5 (1:1, 0:4, 0:0)            |         |

### Finale
| Begegnung                        | Endstand | Spiel 1                        | Spiel 2              | Spiel 3             | Spiel 4 | Spiel 5 |
| -------------------------------- | -------- | ------------------------------ | -------------------- | ------------------- | ------- | ------- |
| ATSE Graz (1) – HC Innsbruck (3) | 0:3      | 3:4 n. V. (0:1, 3:2, 0:0, 0:1) | 2:10 (1:5, 0:3, 1:2) | 2:5 (0:0, 1:3, 1:2) |         |         |

### Statistiken

#### Topscorer
| Rang | Spieler            | Team      | GP | G  | A  | PTS | PIM | +/- | PPG | SHG | GWG |
| ---- | ------------------ | --------- | -- | -- | -- | --- | --- | --- | --- | --- | --- |
| 1    | Aaron Fox          | Innsbruck | 10 | 2  | 19 | 21  | 4   | +14 | 0   | 0   | 0   |
| 2    | Patrick Mössmer    | Innsbruck | 10 | 10 | 7  | 17  | 6   | +11 | 2   | 0   | 1   |
| 3    | Marc Schönberger   | Innsbruck | 10 | 10 | 7  | 17  | 16  | +6  | 3   | 0   | 3   |
| 4    | Alexander Höller   | Innsbruck | 10 | 6  | 11 | 17  | 10  | +14 | 0   | 1   | 0   |
| 5    | Scott Barney       | Dornbirn  | 8  | 6  | 6  | 12  | 4   | +1  | 2   | 0   | 2   |
| 6    | Jonathan Paiement  | Innsbruck | 10 | 5  | 7  | 12  | 18  | +18 | 2   | 0   | 2   |
| 7    | Daniel Gauthier    | Feldkirch | 9  | 5  | 6  | 11  | 2   | +2  | 1   | 0   | 1   |
| 8    | Philipp Winzig     | ATSE Graz | 11 | 5  | 6  | 11  | 16  | 0   | 1   | 0   | 2   |
| 9    | Rem Murray         | Innsbruck | 7  | 2  | 8  | 10  | 37  | +8  | 0   | 0   | 1   |
| 10   | Benedikt Schennach | Innsbruck | 6  | 2  | 8  | 10  | 4   | +3  | 2   | 0   | 0   |

#### Top-Torhüter
| Rang | Spieler             | Team       | GP | MIP | GA | GAA  | SOG | SVS | SVS%  | SO | W | L | OTL |
| ---- | ------------------- | ---------- | -- | --- | -- | ---- | --- | --- | ----- | -- | - | - | --- |
| 1    | Patrick Machreich   | Feldkirch  | 8  | 478 | 19 | 2,38 | 336 | 317 | 94,35 | 0  | 4 | 3 | 1   |
| 2    | Peter Sevela        | Dab.Docler | 4  | 239 | 10 | 2,51 | 161 | 151 | 93,79 | 0  | 2 | 2 | 0   |
| 3    | Walter Bartholomäus | Zell       | 4  | 177 | 10 | 3,39 | 142 | 132 | 92,96 | 0  | 1 | 3 | 0   |
| 4    | Markus Seidl        | Innsbruck  | 10 | 603 | 27 | 2,69 | 299 | 272 | 90,97 | 1  | 9 | 1 | 0   |
| 5    | Aleš Sila           | ATSE       | 10 | 574 | 31 | 3,24 | 297 | 266 | 89,56 | 0  | 5 | 4 | 1   |
| 6    | Hannes Enzenhofer   | Dornbirn   | 8  | 412 | 26 | 3,79 | 238 | 212 | 89,08 | 0  | 4 | 4 | 0   |
| 7    | Robin Bauer         | Kapfenberg | 1  | 59  | 4  | 4,07 | 33  | 29  | 87,88 | 0  | 0 | 1 | 0   |
| 8    | Oliver Zirngast     | Kapfenberg | 3  | 190 | 10 | 3,16 | 81  | 71  | 87,65 | 0  | 1 | 1 | 1   |
| 9    | Bernhard Bock       | Lustenau   | 3  | 187 | 18 | 5,78 | 116 | 98  | 84,48 | 0  | 0 | 2 | 1   |

## Kader des Nationalliga-Meisters
| Nationalliga-Meister HC Innsbruck | Torhüter: Marco Repitsch, Markus Seidl Verteidiger: Christoph Hörtnagl, David Lindner, Jamie Mattie, Jonathan Paiement, Florian Pedevilla, Stefan Pittl, Florian Stern, Dominic Waldnig Angreifer: Christoph Echtler, Aaron Fox, Andreas Hanschitz, Alexander Höller, Rem Murray, Patrick Mössmer, Markus Prock, Benedikt Schennach, Valentin Schennach, Marc Schönberger, Max Steinacher, Herbert Steiner Trainerstab: Daniel Naud, Jeff Job, Claus Dalpiaz |